# بوفوري
بوفوري:لا أحب التعرض للألم، لذالك قمت بتطوير جميع نقاط المهارة في الدفاع (بالإنجليزية: Bofuri)‏ هي سلسلة رواية خفيفة يابانية نشرت لأول مرة في 2016 على موقع شوسيتسوكا ني نارو تم عمل مانغا منها نشرت في 2018 وتم عمل مسلسل أنمي من إنتاج سيلفر لينك عرض في يناير حتى مارس 2020 وتم الإعلان عن موسم ثاني سيعرض في 2022.